# Хатерума
Острів Хатеру́ма (яп. 波照間島, はてるまじま, Хатерума-Дзіма) — невеликий острів в групі Яеяма островів Сакісіма архіпелагу Рюкю, Японія. Адміністративно належить до округу Такетомі району Яеяма префектури Окінава. Острів є найпівденнішим заселеним шматком землі в Японії, через що тут був встановлений монумент.
Площа острова становить 12,7 км², населення становить понад 600 осіб.
На острові знаходиться адміністративний центр округу Такетомі — місто Такетомі. З'єднаний з островом Ісіґакі поромом, є аеропорт.
Висота Хатеруми — 60 м.

## Галерея

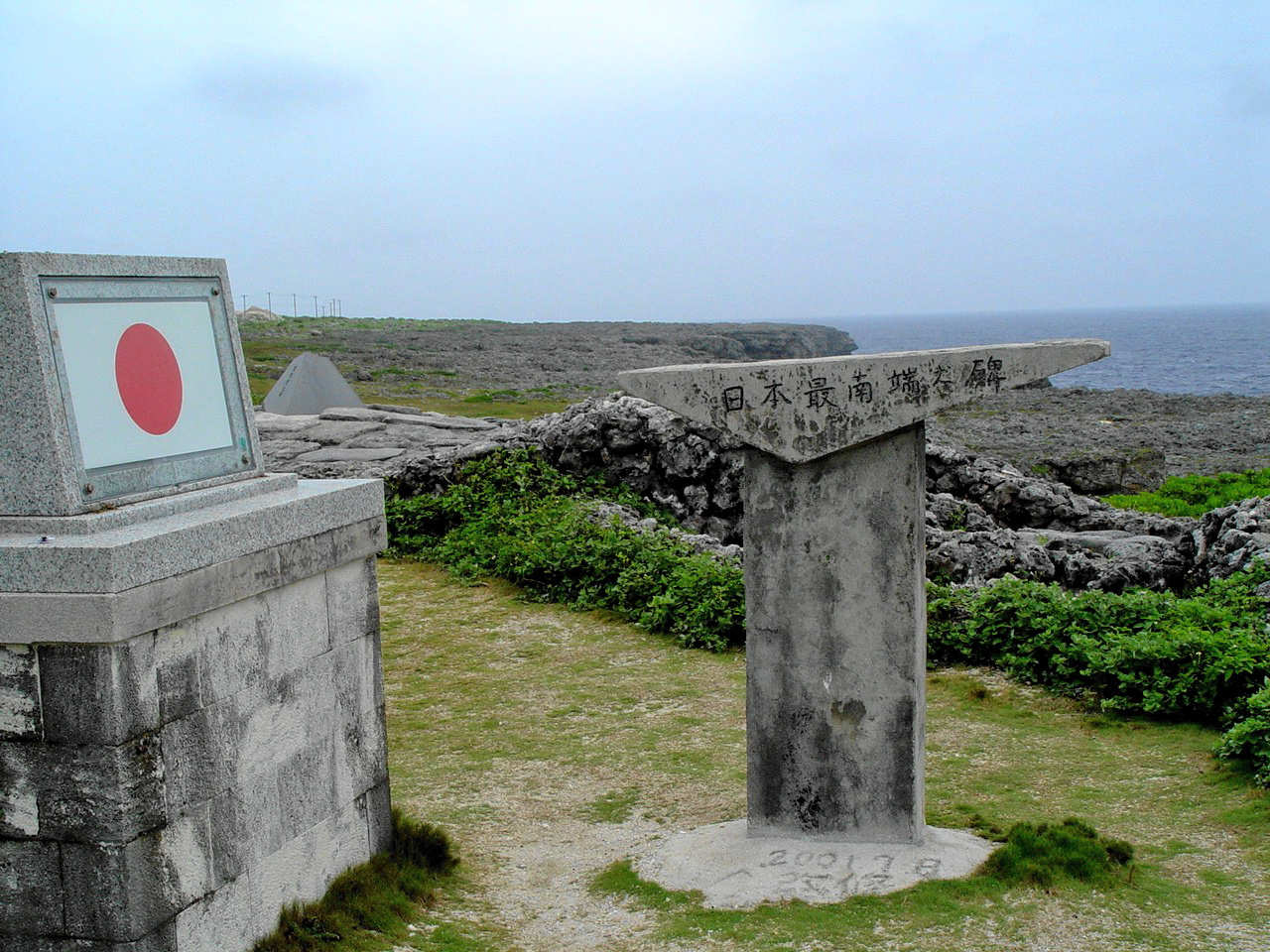
Монумент крайній південній точці японії
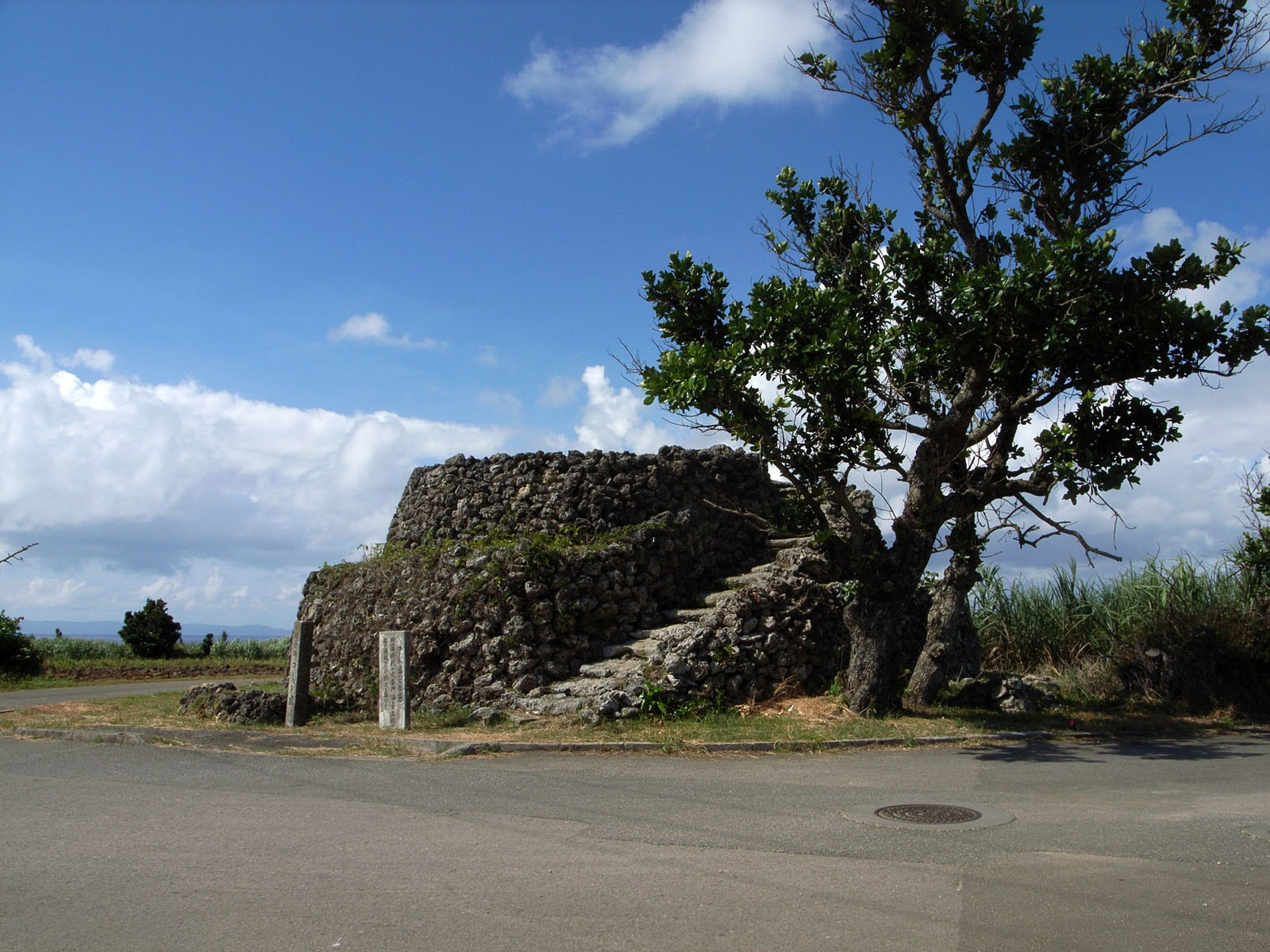
Стародавні руїни